# 일본군
일본군(일본어: 日本軍 니혼군[*])은 일본 제국이 보유했던 군대다. 제2차 세계 대전에서 패배하여 해체되었기에 구일본군(일본어: 旧日本軍)이라고도 하며 일본의 천황을 정점으로 하는 군대였기에 황군(일본어: 皇軍)이라고도 했다. 1868년 메이지 유신을 통해 일본군은 일본 제국 정부군으로서 수립되었다. 일본군은 1868년 메이지 천황의 헌장 선서 중 "지식은 전 세계로부터 추구해야 한다"는 조항에 따라 개혁을 추구했고, 1870년 오사카에 무기고를 설치해 근대식 무기를 제조하려고 했다.
일본군의 전략과 작전은 기본적으로 일본 제국의 대외 정책에 기인했다. 1870년대 유럽인들이 아프리카와 아시아를 낙후한 지역으로 규정했듯. 일본 제국 정부도 한반도와 중국을 낙후한 지역으로 보고 이들을 "정복"할 권리가 있다고 생각했다. 1910년대까지 일본 제국은 만주와 한반도, 그리고 동아시아에서 자신들의 이권을 지키기 위해 미국, 영국, 프랑스 등과 우호 관계를 맺었다. 일본 제국의 대외전략이 1920년대 이후 각국과의 우호적 관계 유지로 선회됨에 따라 일본군도 실력을 양성하는 방식으로 변경되었다. 1930년대 일본에서 군국주의가 다시 발흥하면서 만주에 대한 침략과 해외 전쟁에 대한 정당성이 부여되기 시작했고, 1940년대 초에는 일본 정부의 집단전시체제에 따라 전국민이 일본군과 동일하게 인식되었다. 이 기조는 1945년 일본 정부가 패색이 짙어졌음에도 1억 총옥쇄와 같은 주장을 펼치며 이어졌다.
해외에서 일본군의 위상은 청일 전쟁에서 승리를 거둠으로써 높아졌고, 이후 1900년대 의화단 운동과 러일 전쟁을 통해 세계 열강들과 어깨를 나란히 할 수 있는 군대로 인식되었다. 제1차 세계 대전에서 일본군이 연합국의 편에 서서 참전하여 전승국의 이권을 누리게 됨으로서 이는 정점에 달했다. 그러나 일본 제국 해군과 일본 제국 육군은 이후 러시아 내전, 장제스의 북벌 등에 개입하면서 국제사회로부터 신뢰를 잃기 시작했다. 1931년 만주사변으로 일본군은 국제 사회에서 고립되었고, 이후 일본 제국이 국제 연맹을 탈퇴하면서 일본군의 행동도 더욱 대담해졌다. 1937년 중일 전쟁, 1939년 할힌골 전투, 1940년 인도차이나 침공, 뒤이은 1941년 진주만 공격으로 일본 제국은 전 세계를 상대로 전쟁을 벌어야 했다. 
1942년까지 일본군은 동남아시아, 중국 대륙, 만주, 사할린섬 남부, 한반도, 태평양 각지의 섬과 알류샨 열도 등을 정복하면서 세력을 최대로 키웠다. 그러나 미드웨이 해전, 과달카날 전역 등 태평양 전쟁의 주요 전투에서 패배하면서 일본군의 세력은 점차 축소했고, 1944년에는 동남아시아 일대에서도 미군과 영국군에게 패배하였다. 1945년 이오지마 전투와 오키나와 전투, 히로시마·나가사키 원자폭탄 투하, 그리고 소련-일본 전쟁으로 일본군은 대부분 궤멸되었고, 종전 후 잔류 일본병을 제외한 대부분의 일본군은 연합국에 항복했다.

## 조직
통수권이 독립하여 천황에게 귀속돼 있었기에 군정을 담당하는 조직과 군령을 담당하는 조직이 구분되어 있었다. 군정을 담당하는 조직은 일본 육군성과 일본 해군성이었고 군령을 담당하는 조직은 참모본부와 군령부였다. 육군의 총군·방면군·야전군의 사령관, 사단장과 해군의 함대 사령장관·진수부 사령장관은 천황 직속의 친보직에 속했으며 부대를 지휘·통솔했다. 육해군에 항공부대가 존재했으며 공군은 패전할 때까지 독립하지 못했다.
1920년대에서 1930년대 초기의 평시 편제를 보면 육군은 내지를 동부·중부·서부로 나누어 방위사령부가 하나씩 있었고 또한 내지 전체에 15개 사단을 배치했다. 조선에는 조선군사령부와 2개 사단이 있었고 대만에는 대만군사령부와 대만수비대가, 관동주와 만주에는 관동군사령부와 관동군수비대가 설치되어 있었다. 해군은 함선을 현역함과 예비함으로 구분해 현역함을 제1함대와 제2함대로 구성된 연합함대로 편제하거나 경비함으로 활용해 진수부에 소속시켰다.
천황을 보좌하는 최고 군사 고문 기관은 원수부였다. 원수들로 구성된 기관이었지만 법률적 근거를 가진 기관은 아니었다. 중대한 군사 문제에 대해 천황의 자문에 답하는 합의제 기관인 군사참의원도 있었다.

### 관구
육군은 내지와 외지의 일부를 관구로 구분했다. 1873년부터 1888년까지는 군관(軍管)과 사관(師管)으로 나누었다가 1888년부터 1896년까지는 사관과 대대구(大隊区)로 나누었으며 1896년부터 1940년까지는 사관과 연대구(連隊区)로, 1940년부터 1945년까지는 군관구(軍管区), 사관, 연대구로 나누었다가 1945년에는 군관구, 사관구(師管区), 연대구로 나누어 계층을 쌓았다.
해군 역시 영해를 해군구로 구분하여 군항(軍港)과 요항(要港)을 두었다. 군항은 요코스카 진수부, 구레 진수부, 사세보 진수부, 마이즈루 진수부가 있었고 각각 제1해군구, 제2해군구, 제3해군구, 제4해군구로 구분했다.

## 역사

### 기원
에도 시대 후기에 흥기한 난학과 1853년 페리 원정 당시 위협적인 흑선은 에도 막부와 각 번으로 하여 근대유럽의 군대를 그대로 참고한 근대식 군대를 창설하도록 만들었다. 막부는 프랑스에 군사 고문을 요청하고 프랑스군의 장비를 도입하는 등 프랑스 육군의 군제를 채용하여 군을 군대화하고자 시도했다. 조슈번, 사쓰마번, 사가번도 군제 개혁에 나섰다. 에도 시대에 군인이 될 수 있는 건 무사 계급뿐이었는데 조슈번은 기병대 등을 창설해 농민과 조닌 등을 혼성한 민병 부대를 만들었다. 1867년 대정봉환이 거행되고 왕정복고의 대호령이 발포되면서 에도 막부는 역사속으로 사라졌고 메이지 신정부가 들어서자 사쓰마번의 데라시마 무네노리는 토지와 인민을 조정에 반환할 것을 요구하는 건백서를 번주 시마즈 다다요시에게 제출했다.
그러는 와중에 옛 막부 세력이 조정에 저항하면서 두 세력이 교토에서 충돌하여 도바·후시미 전투가 일어났다. 1868년 시마즈는 어친병 창설을 주장하며 10만 석을 조정에 반납했고 이를 기반으로 사쓰마번, 조슈번, 도사번을 중핵으로 한 군대를 모을 수 있었다. 새롭게 구성된 정부군은 옛 막부군과 전투를 이어갔고 이는 보신 전쟁으로 이어졌다.

### 창설
보신 전쟁에서 승리한 뒤 이타가키 다이스케는 어친병 창설을 본격화했다. 프랑스식 군제의 도입에 박차를 가하는 한편 국민개병을 위해 사민평등의 기치를 국방에도 도입했다. 이처럼 막부가 도입한 서양식 군제는 메이지 신정부가 이어받았고 신정부는 부국강병을 추구하며 1871년 2월 오무라 마스지로가 지휘하는 6,000명으로 구성된 어친병을 창설했다. 이들은 상비군으로서 폐번치현을 추진할 때 있을지 모를 저항 세력을 군사력으로 억누르기 위해 확보한 측면도 있었다. 이후 어친병은 근위사단으로 발전하게 된다.

### 발전
1871년 진대제를 창설한 육군은 사가의 난과 세이난 전쟁 등 각종 사족 반란을 진압하는 데 혁혁한 공을 세웠고 1873년 징병제 도입과 함께 국민군으로서의 체재를 정비해 나갔다. 육군경으로 취임한 야마가타 아리토모는 프로이센-프랑스 전쟁에서 프랑스 제2제국이 프로이센 왕국에 패배하자 군제를 독일식으로 변환했다. 이에 비해 해군은 초창기부터 영국식 군제를 모방했다. 1888년 육군은 규모가 너무 컸던 진대를 폐지한 뒤 부대를 사단으로 재편성했다.
육해군 모두 당초 러시아 제국을 가상 적국으로 삼았다. 하지만 러일 전쟁이 끝나고 러시아 혁명으로 수립된 소련을 여전히 가상 적국으로 삼은 육군에 비해 해군은 미국을 가상 적국으로 여기며 군비를 확충해 나갔다. 근대화 초기에는 영국이나 프랑스로부터 무기를 수입했지만 러일 전쟁이 끝날 무렵에는 소화기부터 시작해 차례차례 국산화가 이루어졌고 메이지 말기에 이르면 일본은 아시아의 군사 대국이자 열강의 일원으로 성장하게 되었다.

## 문제점

### 군부와 정부의 대립
국방 방침을 결정하기 위해서는 국가 전략과 군사 전략의 정합성이 중요하다. 하지만 다이쇼 시대 이후의 근대 일본은 통수권 독립을 둘러싸고 군부가 정부와 대립하는 모습을 자주 보이기 시작했다.
1889년 제정되어 다음 해부터 시행된 「일본 제국 헌법」의 제11조는 천황은 육해군을 통수한다고 규정하고 있었다. 통수권은 군사 작전을 명령하고 실행할 권한을 말하는데 헌법 제11조는 통수권이 행정과 입법은 물론 사법으로부터도 독립되어 있다는 근거로 사용되기 시작했다. 육군대신과 해군대신은 군무에 관해 천황을 보필·보익하여 육군대신과 해군대신이 육군성과 해군성을 통제하며 통수대권은 통치대권과 함께 대신들이 책임져야 했다. 하지만 근대 일본은 통수권을 독립시켜 일본의 내각총리대신과 제국의회가 군사에 대해서는 조금도 간섭하지 못한 채 정치와 군사가 대등한 지위로 규정되는 상황에 놓여 있었다.
이는 만주사변과 지나 사변처럼 군부가 정부의 방침을 무시하고 독단적으로 나가도록 만들었고 정부는 군부를 통제할 권한이 없어 이를 추인하는 것 외엔 아무것도 할 수가 없었다. 특히 한때 폐지되었던 군부대신 현역 무관제가 쇼와 시대에 부활하면서 군부가 육해군대신을 추천하지 않으면 내각은 조각에 실패해 출범조차 하지 못하게 되었고 이는 군부가 정부를 통제하고 자신들의 정치적 권력을 강화하는 데 도움을 주었다.
이러한 통수권 개념은 군이 정치인들의 정치적 의도에 이용되는 것을 막고 군사 작전의 비밀을 보장하고자 했던 프로이센의 제도를 모방한 것이었다. 하지만 프로이센의 제도를 수입한 일본에선 군부가 정부를 통제하는 제도로 변모했고 이는 일본의 정치에 심각한 악영향을 미쳤다.

### 통합전 개념의 부재
합동전은 군종 간에 국방 방침을 통일하여 평시에 공동 작전 계획을 준비하고 훈련을 행하는 것을 말한다. 하지만 일본 제국의 육해군은 합동전을 수행할 만큼 서로에 대한 신뢰가 부족했다.
메이지 초기에는 병부성에서 육해군의 군령과 군정을 총괄했지만 1872년 군의 규모가 커지면서 육군성과 해군성으로 나뉘어졌다. 거기에 더하여 육군의 군령 기관인 참모본부가 1878년에 설립되면서 군의 행정 체계는 3원화되었다. 1886년 육해군 통합 군령 기관인 합동참모본부 창설이 결정되었지만 곧 무력화됐다. 그리고 해군의 군령 기관인 군령부가 1903년 창설되면서 육해군의 군정·군령을 통일적으로 관장하는 기구는 두 번 다시 등장하지 못했다. 1945년 5월 1일 대본영에 설치된 해운총감부가 국가 선박의 일원적 운영을 개시하여 육해군 수송선의 공통 운용이나 호송 문제 해결이 실현됐지만 이때는 이미 제2차 세계 대전이 막바지에 이르러 제해권을 상실한 뒤였다.

### 회계 규율
전후에 연합군 최고사령부가 육해군의 자산을 조사한 결과 1937년 이래 군부가 사용한 경비를 정부에 전혀 보고를 하지 않았단 사실이 드러났다. 또한 1945년 10월 시점에서 1,200만 달러를 상회하는 가치의 금은을 군부가 보유하고 있었지만 국가 재정을 책임지는 일본 대장성은 이 사실을 전혀 파악하지 못하고 있었던 사실도 드러났다.

## 같이 보기
- 일본 제국 육군
- 일본 제국 해군
- 조선적 일본군인
- 대만적 일본군인
- 대동아공영권
- 팔굉일우
- 신주불멸
- 자위대
- 통수권
- 일본의 병역 제도